# Franz Fiebiger
Franz Fiebiger (* 6. Februar 1880 in Ober-Johnsdorf; tschechisch Horní Třešňovec, Österreich-Ungarn; † 19. Oktober 1932 in Tegernsee) war ein österreichischer Maler, Grafiker und Designer.

## Leben
Nach Absolvierung der Fachschule für Weberei in Landskron (1894–98) studierte Fiebiger 1898–1902 an der Kunstgewerbeschule Wien bei Kolo Moser. 1903 gestaltete er gemeinsam mit Nora Exner und Hilde Exner ein Tier-ABC als Bilderbuch für Leseanfänger. Um 1900 war Fiebiger im Umfeld der Wiener Sezession tätig. 1904–10 arbeitete Fiebiger, unterbrochen durch Reisen und einen längeren Aufenthalt an der Kunstakademie Karlsruhe, in Wien und entwarf unter anderem Textilien und Plakate. 1908 gewann er bei der Plakatkonkurrenz für den Kaiser-Jubiläumsfestzug einen dritten Preis.
1910 wurde Fiebiger als Hilfslehrer für Malerei an der Kunstgewerbe- und Handwerkerschule in Magdeburg angestellt, ab 1919 durfte er sich Professor nennen, 1921 erhielt er eine feste Stelle als Kunstgewerbelehrer. Nach dem Zerfall der Habsburgermonarchie nahm er 1919 die tschechoslowakische Staatsbürgerschaft an.
Franz Fiebiger war Mitglied im Deutschen Künstlerbund. Stilistisch zeigt Fiebigers Schaffen deutliche Einflüsse der deutsch-böhmischen Impressionisten, namentlich seines Freundes Emil Orlik.